# Biserica „Sfântul Prooroc Ilie” din Miercurea Sibiului
Biserica „Sfântul Prooroc Ilie” din Miercurea Sibiului este un monument istoric aflat pe teritoriul orașului Miercurea Sibiului.